# Pentelia borneensis
Pentelia borneensis är en skalbaggsart som beskrevs av Moser 1918. Pentelia borneensis ingår i släktet Pentelia och familjen Melolonthidae. Inga underarter finns listade i Catalogue of Life.